# يسري عباس
يسري عباس هو لاعب كرة قدم ماليزي في مركز الهجوم، ولد في 28 فبراير 1988 في ملقا في ماليزيا. لعب مع نادي جوهر درول تقسيم 2 ونادي ملقا يونايتد.

## وصلات خارجية
- يسري عباس على موقع Soccerway.com (الإنجليزية)